# Arenal (Honduras)
Arenal è un comune dell'Honduras facente parte del dipartimento di Yoro.
Il comune venne istituito nel 1856 con parte del territorio del comune di Olanchito.